# Adriana Mater
Adriana Mater ist eine Oper in zwei Akten und sieben Bildern („Tableaux“) von Kaija Saariaho (Musik) mit einem Libretto von Amin Maalouf. Die Uraufführung war am 3. April 2006 in der Opéra Bastille in Paris.

## Handlung

### Erster Akt
Tableau 1: Clartés (‚Licht‘). Zur Abenddämmerung singt die junge Adriana, an die Wand ihres Hauses gelehnt, ein nostalgisches Rondo. Ein angetrunkener junger Mann, Tsargo, versperrt ihr den Weg zur Haustür, um sie anzusprechen. Er erinnert Adriana an ihre einstige Begegnung, an die er gerne anknüpfen würde. Adriana weist ihn entschlossen zurück. Sie erklärt ihm, dass ihr Liebhaber nicht mächtig oder reich sein müsse – selbst ihn würde sie einlassen, wenn er mit festen Schritten des Weges käme, ohne sie einzuengen, und ihr die Worte sagte, auf die sie schon lange wartete. Dieser Tag werde jedoch niemals kommen. Tsargo zieht sich entmutigt ein Stück zurück, um seine Flasche zu leeren. Unterdessen warnt Adrianas Schwester Refka, die die beiden vom Fenster aus beobachtet hatte, Adriana vor dem Alkoholiker. Sie hätte ihn noch viel verächtlicher abweisen sollen, wie einen Skorpion, den man entweder zertrete oder ignoriere. Adriana hat jedoch Mitgefühl mit dem schüchternen Tsargo, der immerhin einmal mit ihr tanzte. Die beiden Schwestern gehen zu Bett. In einer Traumszene holt Tsargo Adriana zu einem Ball ab. Als sie seinen Arm ergreift, verwandelt er sich in eine Flasche, die sie lachend zu Boden fallen lässt, wo sie zerbricht. Adriana erwacht, Tsargo, der offenbar denselben Traum hatte, steht auf und läuft erschrocken davon. Die Stimmen Refkas, Adrianas, Tsargos und des Chores beschreiben das traumhafte Geschehen. Refka und der Chor vergleichen Tsargo mit einem verdammten Engel auf dem Weg in die Tiefen der Dunkelheit.
Tableau 2: Ténèbres (‚Dunkelheit‘). Dasselbe Wohngebiet nach Ausbruch des Krieges. Tsargo ist Soldat geworden, hat an Selbstvertrauen gewonnen und trägt Verbände am Arm und am Kopf. Er klopft an Adrianas Tür und bittet um Einlass unter dem Vorwand, er müsse vom Dach des Hauses aus die Bewegungen des sich nähernden Feindes beobachten. Adriana glaubt ihm nicht, da es in der Nähe viele höhere Häuser gibt. Tsargo versucht, sie einzuschüchtern, indem er ihr die Folgen vor Augen führt, falls der Gegner die Gegend erobern sollte. Dennoch bleibt Adriana standhaft und verbietet ihm den Eintritt. Für sie gibt es keinen Unterschied zwischen ihm und den „Anderen“. Sie alle seien Mörder und Gauner. Er habe lediglich seine Flasche gegen ein Gewehr getauscht. Tsargo lässt sich nicht mehr abweisen. Er hindert Adriana am Schließen der Tür und dringt gewaltsam ins Haus. Die Musik lässt auf eine Vergewaltigung schließen, die auf der Bühne nicht zu sehen ist.
Tableau 3: Deux cœurs (‚Zwei Herzen‘). Abenddämmerung nach Kriegsende im selben Wohnviertel. Adriana ist schwanger. Sie leidet noch immer unter der ihr angetanen Gewalt. Ihre Schwester macht sich Vorwürfe, an diesem Tag nicht im Hause gewesen zu sein. Adriana spürt jedoch, dass die Vorwürfe auch ihr gelten. Sie hat sich entschlossen, das aus der Vergewaltigung entstandene Kind auszutragen, das sie nicht als Tsargos Kind, sondern als ihr eigenes betrachtet. Sie ist sich sicher, dass es nicht Tsargo, sondern ihr selbst ähneln werde. Refka erzählt ihr einen Traum, den sie in der vergangenen Nacht hatte: Sie sei (noch während des Krieges) durch Straßen gegangen, in denen gekämpft wurde. Alle Menschen – Sterbende und Mörder gleichermaßen – hätten dasselbe Gesicht gehabt, von dem sie sicher gewesen sei, es sei das von Tsargo. Dann habe sie Adriana auf dem Boden liegend gefunden und geglaubt, sie sei verletzt oder tot. Sie habe jedoch gerade ihr Kind auf die Welt gebracht – wie eine Hündin am Straßenrand mitten im Krieg. Im nächsten Moment habe sie nur noch daran denken können, Adriana Blumen zu bringen, und sogar die Sterbenden danach gefragt. Sie sei aufgewacht, als ein junger Mann, der gerade einen Gefangenen exekutieren wollte, sie auf die Verrücktheit ihres Wunsches hinwies. Adriana beunruhigt dieser Traum ihrer Schwester. Sie glaubt, er enthalte einen verborgenen Hinweis an sie. Sie fragt sich, wer ihr Kind sein wird: Kain oder Abel?

### Zweiter Akt
Tableau 4: Aveux (‚Geständnisse‘). Siebzehn Jahre später ist Adrianas Sohn Yonas zu einem jungen Mann herangewachsen. Er hat soeben das Geheimnis seiner Herkunft erfahren und wirft seiner Mutter wütend vor, ihn belogen zu haben. Sie hatte ihm immer erzählt, sein Vater sei während des Krieges gefallen, als er seine Familie beschützen wollte. Erst jetzt versteht er, warum die anderen Menschen in seiner Umgebung, die die Wahrheit kannten, sich immer über ihn lustig machten. Adriana verteidigt sich damit, dass sie ihn vor dieser Wahrheit schützen wollte, bis er stark genug sei, sie zu ertragen. Sie habe ihn geliebt, so sehr sie konnte. Auch sein Vater wäre unter anderen Umständen nicht zu dem Ungeheuer geworden, als das man ihn Yonas beschrieben habe. Für sie selbst habe der Krieg im Augenblick seiner Geburt geendet. Tsargo habe während des Krieges marodiert und gemordet. Er sei verwundet und in ein Krankenhaus an der anderen Seite des Flusses gebracht worden, dass er nach einigen Wochen verlassen habe. Anschließend habe er es nicht mehr gewagt, zurückzukehren. Es habe nur gelegentlich Gerüchte gegeben, dass er irgendwo gesehen worden sei. Yonas schwört sich, seinen Vater zu töten, falls er zurückkommen sollte. Er werde nie vergessen können, dass das Blut dieses Monsters auch in seinen Adern fließe. Adriana weist ihn darauf hin, dass dieses Blut keine Bedeutung besitze. Er müsse jedoch tun, was er für richtig halte. Die Personen auf der Bühne erstarren. In einer kurzen Traumszene sieht man Yonas nacheinander seine Familienmitglieder töten.
Tableau 5: Rages (‚Wut‘). Refka will mit ihrer Schwester sprechen, trifft aber stattdessen auf Yonas, der ihr vorwirft, ihm die Wahrheit über seinen Vater verschwiegen zu haben. Als Adriana eintrifft, informiert Refka sie und Yonas, dass Tsargo zurückgekehrt sei und offenbar im Ort bleiben wolle. Yonas gerät sofort in Rage und schwört, ihn zu töten. In einer kurzen Traumsequenz wiederholt sich das Ende des vorangegangenen Bildes. Anschließend läuft Yonas hinaus. Refka will ihm nacheilen, wird aber von Adriana aufgehalten, die mehrfach wiederholt: „Wenn er ihn töten muss, wird er ihn töten.“
Tableau 6: Duel (‚Duell‘). Es ist Mittag. Yonas nähert sich mit einer Waffe in der Hand einem älteren Mann, der vor einer Tür steht und nur von hinten zu sehen ist. Als Yonas ihn fragt, ob er Tsargo ist, leugnet der Mann das nicht. Er entgegnet stattdessen, dass auch er einst seinen Willen mit der Waffe und derselben Arroganz durchgesetzt habe. Yonas gibt sich ihm als sein und Adrianas Sohn zu erkennen und ergänzt, dass er ihn töten wolle. Tsargo zeigt weder Bedauern für seine Tat noch Angst. Auf Yonas’ Frage gibt er zu, dass er von seiner Geburt gewusst habe, sie aber vergessen wollte. Yonas fordert ihn auf, sich umzudrehen, weil er ihn nicht von hinten erschießen will und nicht glauben kann, dass sein Vater ihn vor seinem Tod nicht einmal ansehen wolle. Tsargo tut dies langsam mit dem Hinweis, dass er ihn dennoch nicht sehen könne, da vor zwei Jahren das Augenlicht verloren habe. Er könne aber versuchen, sein Gesicht zu ertasten. Erschrocken tritt Yonas zurück und flieht, unfähig, den tödlichen Schuss abzugeben.
Tableau 7: Adriana. Alle vier Personen finden sich ratlos auf der Bühne zusammen. Alle sind in ihre eigene Gedankenwelt versunken. Refka ist zutiefst besorgt. Adriana versucht, die Ruhe zu bewahren, wird aber von Ängsten und Reue geplagt. Yonas ärgert sich über seinen fehlenden Mut. Tsargo irrt auf der Suche nach dem Tod ziellos umher. Ihre Worte bestehen aus kurzen Monologen, die nur selten zusammentreffen. Nach einer Weile entfernt sich Tsargo, und Refka verstummt. Yonas entschuldigt sich bei seiner Mutter für sein Versagen. Sie entgegnet, dass sein Vater zwar den Tod verdient hätte, doch er, ihr Sohn, nicht verdient hätte, ihn zu töten. Schon seit seiner Geburt habe sie sich gefragt, ob er wie sein Vater zum Mörder werden würde. Jetzt weiß sie, dass ihr Blut in ihm dasjenige seines Vaters verdrängte. Sie seien zwar nicht gerächt, doch gerettet.

## Orchester
Die Orchesterbesetzung der Oper umfasst die folgenden Instrumente:
- Holzbläser: drei Flöten (3. auch Piccolo und Altflöte), drei Oboen, drei Klarinetten in B (3. auch Bassklarinette), zwei Fagotte (2. auch Kontrafagott)
- Blechbläser: vier Hörner in F, vier Trompeten in C, drei Posaunen, Tuba
- Pauken, Schlagzeug (vier Spieler):
  - 1) Crotales, Glockenspiel, Xylophon (auch von Spieler 2 gespielt), kleine Trommel, zwei hängende Becken (mittel, groß), Tamtam
  - 2) Vibraphon, Xylophon (auch von Spieler 1 gespielt), Tamtam (groß), hängendes Becken (mittel), kleine Trommel, Claves, Bang-Bang, zwei Tempelblocks, Triangel
  - 3) Röhrenglocken, Triangel, drei hängende Becken (klein, mittel, groß), drei Tomtoms (hoch, mittel, tief), vier Gongs (G, A, dis, e), kleine Glocke, Glass Chimes, Shell Chimes, Bell Chimes, Bamboo Chimes, Wood Chimes, kleine Trommel, Quint, große Trommel, Tamtam (mittel), Sandpapierblöcke, Pfeife, Flexaton, Claves, Güiro
  - 4) Marimba, zwei hängende Becken (klein, groß), Glass Chimes, Shell Chimes, Bell Chimes, Triangel, kleine Trommel, große Trommel, Tamtam, Claves
- Harfe
- Klavier (auch Celesta)
- Streicher
- Elektronik

## Werkgeschichte
Die Oper Adriana Mater entstand 2004–2005 im Auftrag der Opéra National de Paris. Sie ist nach L’amour de loin die zweite Oper der finnischen Komponistin Kaija Saariaho und basiert wie diese auf einem Libretto des französisch-libanesischen Schriftstellers Amin Maalouf. Saariaho widmete sie dem Regisseur Peter Sellars „in Erinnerung an meine Mutter“. In ihrer Komposition verarbeitete sie Erinnerungen an ihre erste Schwangerschaft. Die Idee, das Thema der Mutterschaft mit dem des Krieges zu verbinden, entstand aufgrund von Maaloufs eigenen Erfahrungen als Kriegsreporter – er war zu Beginn des libanesischen Bürgerkriegs nach Paris ausgewandert. Er hatte zwar einige der jüngeren Konflikte, darunter diejenigen im früheren Jugoslawien, vor Augen, ließ Handlungsort und -zeit aber ausdrücklich offen. Größere Bedeutung hatte für ihn die Tatsache, dass Adrianas Aggressor aus ihrem eigenen Lager kam, nicht aus dem der Kriegsgegner. Saariaho begann erst nach Fertigstellung des Librettos mit der Komposition, die sie hauptsächlich nach ihrer Vorstellungskraft am Computer erstellte. Als sie die Partitur erstmals vom Orchester gespielt hörte, fand sie das Ergebnis „höchst schockierend“ („very shocking“) und fragte sich, ob es tatsächlich ihrer ursprünglichen Vorstellung entsprach.
Die ursprünglich für den 30. März 2006 geplante Premiere musste aufgrund eines Streiks abgesagt werden. Daher gilt die Aufführung vom 3. April in der Opéra Bastille in Paris als eigentliche Uraufführung. Es handelte sich um eine Koproduktion mit der Finnischen Nationaloper. Esa-Pekka Salonen leitete Chor und Orchester der Pariser Oper. Für die Elektronik waren Gilbert Nouno und das Elektronikstudio des IRCAM zuständig. Die Inszenierung stammte von Peter Sellars, das Bühnenbild von George Tsypin, die Kostüme von Martin Pakledinaz und das Lichtdesign von James F. Ingalls. Es sangen Patricia Bardon (Adriana), Solveig Kringelborn (Refka), Gordon Gietz (Yonas) und Stephen Milling (Tsargo).
Das Werk wurde vom Publikum mit Ovationen aufgenommen. Die Kritik reagierte deutlich zurückhaltender. Der Rezensent des New Yorker fand die Oper packend, wenn auch nicht auf derselben Ebene wie L’amour de loin. Ihre Größe sei mehr fühlbar als hörbar gewesen. Eric Dahan von der Libération kritisierte die Oper scharf. Er beschrieb sie als „Tragödie ohne Tiefe“ („tragédie sans épaisseur“). Die Weigerung, sich auf eine konkrete Zeit und Situation festzulegen empfand er als den sichersten Weg, in metaphysisch-humanistischen Kitsch abzusinken. Er bemängelte außerdem die vielen unnötigen Vergleiche im Libretto und die flache Linearität der Handlung. Saariahos ausgefeilte Klangsprache sei umgekehrt proportional zu ihrer manchmal groben Chor- und Orchesterbehandlung. Die Vergewaltigungsszene empfand er als lachhaft prosaisch. Mark Swed von der Los Angeles Times widersprach ihm. Die Oper sei gerade keine „Tragödie ohne Tiefe“, sondern im Gegenteil „Tiefe ohne traditionelle Tragödie“ und damit viel trügerischer und interessanter („much more elusive and interesting“). Die Musik sei weniger farbig, mehr grau und dissonant, als diejenige von L’amour de loin, auch nicht dramatisch im Sinne der Oper des Verismo, sondern eher wie ein Barometer des nicht immer logischen Verhaltens der vier Charaktere. Die Musik am Schluss der Oper sei von herzzerreißender unsentimentaler Schönheit. Nicolas Blanmont von La Libre Belgique fand, dass der Orchestersatz häufig die Detail der Stimmen überdecke. Er bemängelte eine gewisse Standardisierung des Klangs in Form eines nebulösen Halos, der letztlich langweilig werde. Marie-Aude Roux von Le Monde war enttäuscht von Saariahos zweiter Oper, die manchmal wie schlechte Filmmusik klinge und ihre frühere subtile Vereinigung von akustischer Arbeit und Elektronik vermissen ließe. Spätere Rezensionen bemängelten das realitätsferne versöhnliche Ende und die lediglich „individuell traumatisierend kolportier[ende]“ Darstellung von Krieg und sexueller Gewalt. Der Krieg sei nicht so schön wie ihr postmodernes „Klangband“.
Weitere Produktionen waren:
- 2008: Finnische Nationaloper, Helsinki – Übernahme der Uraufführungsproduktion; Dirigent: Ernest Martínez i Izquierdo.[8]
- 2008: Barbican Centre, London – BBC Singers und BBC Symphony Orchestra, Dirigent: Edward Gardner; mit Monica Groop (Adriana), Solveig Kringelborn (Refka), Gordon Gietz (Yonas) und Jyrki Korhonen (Tsargo).[17]
- 2008: Santa Fe Opera – Übernahme der Uraufführungsproduktion; mit Monica Groop (Adriana), Pia Freund (Refka), Joseph Kaiser (Yonas) und Matthew Best (Tsargo).[18][19]
- 2011: Theater Osnabrück – Inszenierung: Andrea Schwalbach, Ausstattung: Nanette Zimmermann, Dirigent: Hermann Bäumer; mit Merja Mäkelä (Adriana), Lydia Ackermann (Refka), Bernardo Kim (Yonas) und Genadijus Bergorulko (Tsargo).[14]
- 2023: Norrlandsoperan, Umeå, Schweden – Inszenierung: Dan Turdén, Dirigent: Ville Mavejeff.
- 2023: Davies Symphony Hall, San Francisco – Inszenierung: Peter Sellars, San Francisco Symphony, Dirigent: Esa-Pekka Salonen.
- 2024: Burg Olavinlinna, Savonlinna, Finnland – Dirigent: Ville Matvejeff.

Einige Stücke der Oper gab Saariaho im Auftrag des New York Philharmonic Orchestra, des Orchestra Sinfonica Nazionale della RAI und der Alten Oper Frankfurt separat unter dem Titel Adriana Songs heraus. Sie wurden erstmals am 17. September 2006 von Patricia Bardon und der Jungen Deutschen Philharmonie unter Marc Albrecht in Frankfurt der Öffentlichkeit präsentiert.

## Aufnahmen
- 7. April 2006 – Esa-Pekka Salonen (Dirigent), Peter Sellars (Inszenierung), George Tsypin (Bühne), Martin Pakledinaz (Kostüme), James F. Ingalls (Licht), Orchestre de l’Opera de Paris.
 Patricia Bardon (Adriana), Solveig Kringelborn (Refka), Gordon Gietz (Yonas), Stephen Milling (Tsargo).
 Video; Mitschnitt der Uraufführungsproduktion aus der Opéra Bastille in Paris.
 Videostream im Internet.
- 22. April 2023 – Ville Matvejeff (Dirigent), Dan Turdén (Regie), Kari Gravklev (Bühne und Kostüme), William Wenner (Licht), Orchester und Chor der Norrlandsoperan.
 Emma Sventelius (Adriana), Hege Gustava Tjønn (Refka), Joshua Owen Mills (Yonas), Jonah Spungin (Tsargo).
 Video; live aus der Norrlandsoperan in Umeå, Schweden.
 Videostream bei Vimeo.[21]
- Sommer 2023 – Esa-Pekka Salonen (Dirigent), San Francisco Symphony.
 Fleur Barron (Adriana), Axelle Fanyo (Refka), Nicholas Phan (Yonas), Christopher Purves (Tsargo).
 Studioaufnahme; Auszeichnung als „Beste Opernaufnahme“ bei den Grammy Awards 2025.
 Deutsche Grammophon.[22]